# Velimir Šandor
Velimir Šandor (Zagreb, 6. listopada 1985.) hrvatski je bacač diska i paraolimpijac. Osvajač je dvaju odličja na Paraolimpijskim igrama, bronce u Rio de Janeiru 2016. i srebra u Tokiju 2020.
Nakon prometne nesreće 2006. ustanovljena mu je tetrapareza. Nakon dvogodišnjeg oporavka u Varaždinskim Toplicama, 2009. počinje se baviti paratletikom.
Treniraju ga Ivan Čengić i Mihovil Rendulić.